# SN 2011ez
SN 2011ez – supernowa typu Ia odkryta 24 czerwca 2011 roku w galaktyce A124242+0033. W momencie odkrycia miała maksymalną jasność 18,90m.